# Babo flygplats
Babo flygplats, även Irarutu flygplats (indonesiska: Bandar Udara Babo) är en flygplats i Indonesien. Den är belägen i regentskapet Kabupaten Teluk Bintuni i provinsen Papua Barat, i den östra delen av landet. Babo flygplats ligger 12 meter över havet. Landningsbanan är 1 000 meter lång, 30 meter bred och asfalterad. Banan går i kompassriktningarna 02/20.
Flygplatsen servar hamnstaden Babo samt byar i underdistriktet Kasira. Flygfältet byggdes innan andra världskriget under den Nederländska Ostindien.